# Dávid Ágnes
Dávid Ágnes (Csernakeresztúr, 1936. március 12. –) magyar színésznő.

## Életpályája
1936-ban született az erdélyi Csernakeresztúron. 1958–1962 között a Színház- és Filmművészeti Főiskola hallgatója volt. Játszott a Miskolci Nemzeti Színházban, az Állami Déryné Színházban, a Békés Megyei Jókai Színházban és a József Attila Színházban is[mikor?].
Férje Kökényessy Ferenc televíziós rendező, lánya Kökényessy Ági színésznő.

## Filmes és televíziós szerepei
- Patika (1995)
- Szomszédok (1988–1994)
- Angyalbőrben (1990)
- Nyolc évszak (1987)
- A falu jegyzője (1986)
- A névtelen vár (1981)
- Utolsó alkalom (1981)
- Angi Vera (1979)
- Abigél (1978)
- Árvácska (1975)
- A dunai hajós (1974)
- Jelenidő (1972)
- Rózsa Sándor (1971)
- Egri csillagok (1968)
- Felmegyek a miniszterhez (1961)
- Nem ér a nevem (1961)